# L'Espinal (Castellar de la Ribera)
l'Espinal és un sector de camps de cultiu i pinedes del poble de Castellar de la Ribera, al municipi del mateix nom de la comarca del Solsonès. Es troba al sud-oest del nucli de Castellar entre el serrat de la Bitxosa (al nord-oest) i el Collet de Sant Pere (al sud-est).